# Villefranche-de-Rouergue
Villefranche-de-Rouergue (occitano: Vilafranca de Roergue) es una comuna francesa situada en el departamento de Aveyron en la región de Mediodía-Pirineos. Sus habitantes reciben el nombre de Villefranchois (femenino: Villefranchoises).

## Historia
Tras la cruzada albigense por los "barones" del norte contra los occitanos del sur, con pretexto religioso (combatir la herejía del catarismo), el Conde de Tolosa fue derrotado, lo que concluyó con el tratado de París en 1229. A través de este tratado, le dio el condado de Rouergue a su hija, quien se convertiría en esposa de Alfonso de Poitiers, hermano de san Luis, rey de Francia. Alfonso fundó Villefranche en el sitio de un antiguo pueblo llamado La Peyrade en 1252.

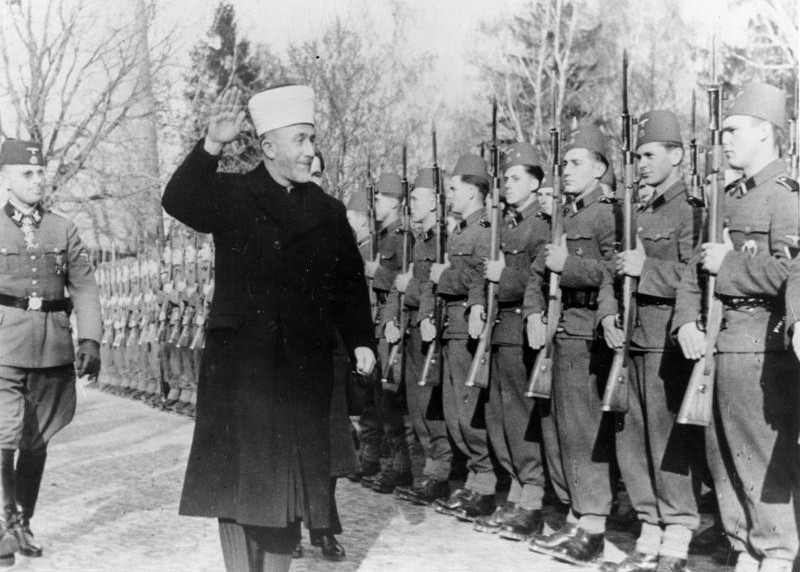
Amin al-Husayni pasando revista a tropas bosnias de las SS.

Durante la Segunda Guerra Mundial, mientras Villefranche fue ocupada por la Alemania Nazi, la ciudad recibió a la gran 13.ª División de Montaña SS Handschar (1.ª croata) que consistía principalmente de bosniacos y croatas. Con Ferid Džanić como líder junto a Božo Jeleneko y Nikola Vukelić, un batallón realizó una rebelión contra los nazis el 17 de septiembre de 1943, (levantamiento de Villefranche-de-Rouergue) pero pronto fueron suprimidos y mayormente ejecutados. Los pocos que escaparon inspiraron la Resistencia francesa en Aveyron. En honor a los eventos que tomaron lugar, luego de la guerra una avenida en Villfranche-de-Rouergue fue nombrada Avenue des Croates (Avenida de los croatas).

## Geografía
Villefranche-de-Rouergue se sitúa en el valle del Aveyron, en la falla geológica que separa las Causses (mesetas calizas) de la región natural de Ségala.
Hay minas de cobre, de plomo, de estaño, de hierro y de plata. También se extrae fosfatos.
Cerca de la ciudad, el río Alzou se une, como afluente derecho, al río Aveyron.
Villefranche-de-Rouergue tiene una superficie de 45,85 km² y su altitud promedio es de 290 m; la altitud en el edificio del ayuntamiento es de 323 m.
| Mapa de la comuna Villefranche-de-Rouergue |

Villefranche-de-Rouergue colinda con las comunas Saint-Rémy, Maleville, La Bastide-l'Évêque, Morlhon-le-Haut, Sanvensa, La Rouquette, Savignac y Toulonjac.
| Noroeste: Toulonjac    | Norte: Saint-Rémy | Nordeste: Maleville       |
| Oeste: Savignac        |                   | Este: La Bastide-l'Évêque |
| Suroeste: La Rouquette | Sur: Sanvensa     | Sureste: Morlhon-le-Haut  |

### Clima
Villefranche-de-Rouergue tiene un clima que mezcla el oceánico y el mediterráneo con inviernos templados y húmedos y veranos secos y cálidos. Su clima es más caluroso que en el resto del departamento de Aveyron, con una temperatura media 2 grados superior que Rodez y Millau. Tiene una media de 2000 horas de sol al año, 22 días de tormenta durante el periodo estival y 3 días de nieve durante el invierno. Villefranche de Rouergue contiene una media de 35 días de altas temperaturas y 40 días de heladas, aunque su temperatura raramente desciende de los -12 °C. La temperatura media anual es de 13,5 °C. Los vientos dominantes provienen del sureste y del norte (que es menos frecuente y generalmente frío y seco).
| Parámetros climáticos promedio de Villefranche-de-Rouergue, Aveyron, Francia | Parámetros climáticos promedio de Villefranche-de-Rouergue, Aveyron, Francia | Parámetros climáticos promedio de Villefranche-de-Rouergue, Aveyron, Francia | Parámetros climáticos promedio de Villefranche-de-Rouergue, Aveyron, Francia | Parámetros climáticos promedio de Villefranche-de-Rouergue, Aveyron, Francia | Parámetros climáticos promedio de Villefranche-de-Rouergue, Aveyron, Francia | Parámetros climáticos promedio de Villefranche-de-Rouergue, Aveyron, Francia | Parámetros climáticos promedio de Villefranche-de-Rouergue, Aveyron, Francia | Parámetros climáticos promedio de Villefranche-de-Rouergue, Aveyron, Francia | Parámetros climáticos promedio de Villefranche-de-Rouergue, Aveyron, Francia | Parámetros climáticos promedio de Villefranche-de-Rouergue, Aveyron, Francia | Parámetros climáticos promedio de Villefranche-de-Rouergue, Aveyron, Francia | Parámetros climáticos promedio de Villefranche-de-Rouergue, Aveyron, Francia | Parámetros climáticos promedio de Villefranche-de-Rouergue, Aveyron, Francia |
| Mes                                                                          | Ene.                                                                         | Feb.                                                                         | Mar.                                                                         | Abr.                                                                         | May.                                                                         | Jun.                                                                         | Jul.                                                                         | Ago.                                                                         | Sep.                                                                         | Oct.                                                                         | Nov.                                                                         | Dic.                                                                         | Anual                                                                        |
| ---------------------------------------------------------------------------- | ---------------------------------------------------------------------------- | ---------------------------------------------------------------------------- | ---------------------------------------------------------------------------- | ---------------------------------------------------------------------------- | ---------------------------------------------------------------------------- | ---------------------------------------------------------------------------- | ---------------------------------------------------------------------------- | ---------------------------------------------------------------------------- | ---------------------------------------------------------------------------- | ---------------------------------------------------------------------------- | ---------------------------------------------------------------------------- | ---------------------------------------------------------------------------- | ---------------------------------------------------------------------------- |
| Temp. máx. media (°C)                                                        | 10                                                                           | 12                                                                           | 16                                                                           | 18                                                                           | 23                                                                           | 26                                                                           | 35                                                                           | 40                                                                           | 32                                                                           | 23                                                                           | 13                                                                           | 7                                                                            | 21.3                                                                         |
| Temp. mín. media (°C)                                                        | 2                                                                            | 2.5                                                                          | 4                                                                            | 6                                                                            | 11                                                                           | 14                                                                           | 16                                                                           | 16                                                                           | 14                                                                           | 12                                                                           | 7                                                                            | 5                                                                            | 9.1                                                                          |
| Precipitación total (mm)                                                     | 40                                                                           | 50                                                                           | 38                                                                           | 64                                                                           | 40                                                                           | 20                                                                           | 10                                                                           | 5                                                                            | 25                                                                           | 30                                                                           | 35                                                                           | 61                                                                           | 418                                                                          |
| Fuente: MSN Météo (Villefranche)                                             |                                                                              |                                                                              |                                                                              |                                                                              |                                                                              |                                                                              |                                                                              |                                                                              |                                                                              |                                                                              |                                                                              |                                                                              |                                                                              |

## Población
Con una población, en 2012, de 11 712, Villefranche-de-Rouergue tiene una densidad de población de 255,4 habitantes/km².
| 8497 | 9331 | 9283 | 8803 | 9088 | 8738 | 9705 | 9613 | 10 826 | 10 172 | 9719 | 9312 | 10 124 | 10 366 | 9836 | 9734 | 8426 | 9730 | 8352 | 8439 | 7423 | 7825 | 7908 | 8479 | 9257 | 8676 | 9540 | 10 709 | 12 284 | 12 693 | 12 291 | 11 919 | 11 957 |
| Para los censos de 1962 a 1999 la población legal corresponde a la población sin duplicidades (Fuente: INSEE [Consultar]) |      |      |      |      |      |      |      |        |        |      |      |        |        |      |      |      |      |      |      |      |      |      |      |      |      |      |        |        |        |        |        |        |

## Personajes célebres
- Mariscal de Belle-Isle (1684-1761).
- Santo Émilie de Rodat (1787-1852).
- François Borie (1786-1822).
- Vincent Cibiel (1797-1871).
- Robert Fabre (1915-2006).
- Francis Carco (1886-1958).
- Olimpo Dupas, nacido el 13 de enero de 1876 en Ronsenac (Charente), violinista, profesor de música, jefe de orquesta, fallecido en Villefranche-de-Rouergue el 3 de enero de 1932.
- Francis Duranthon (1961 - ), paleontólogo nacido en Villefranche-de-Rouergue.

## Hermanamientos
Villefranche-de-Rouergue está hermanado con:
- Bihać, Bosnia y Herzegovina
- Pula, Croacia
- Sarzana, Italia

## Galería

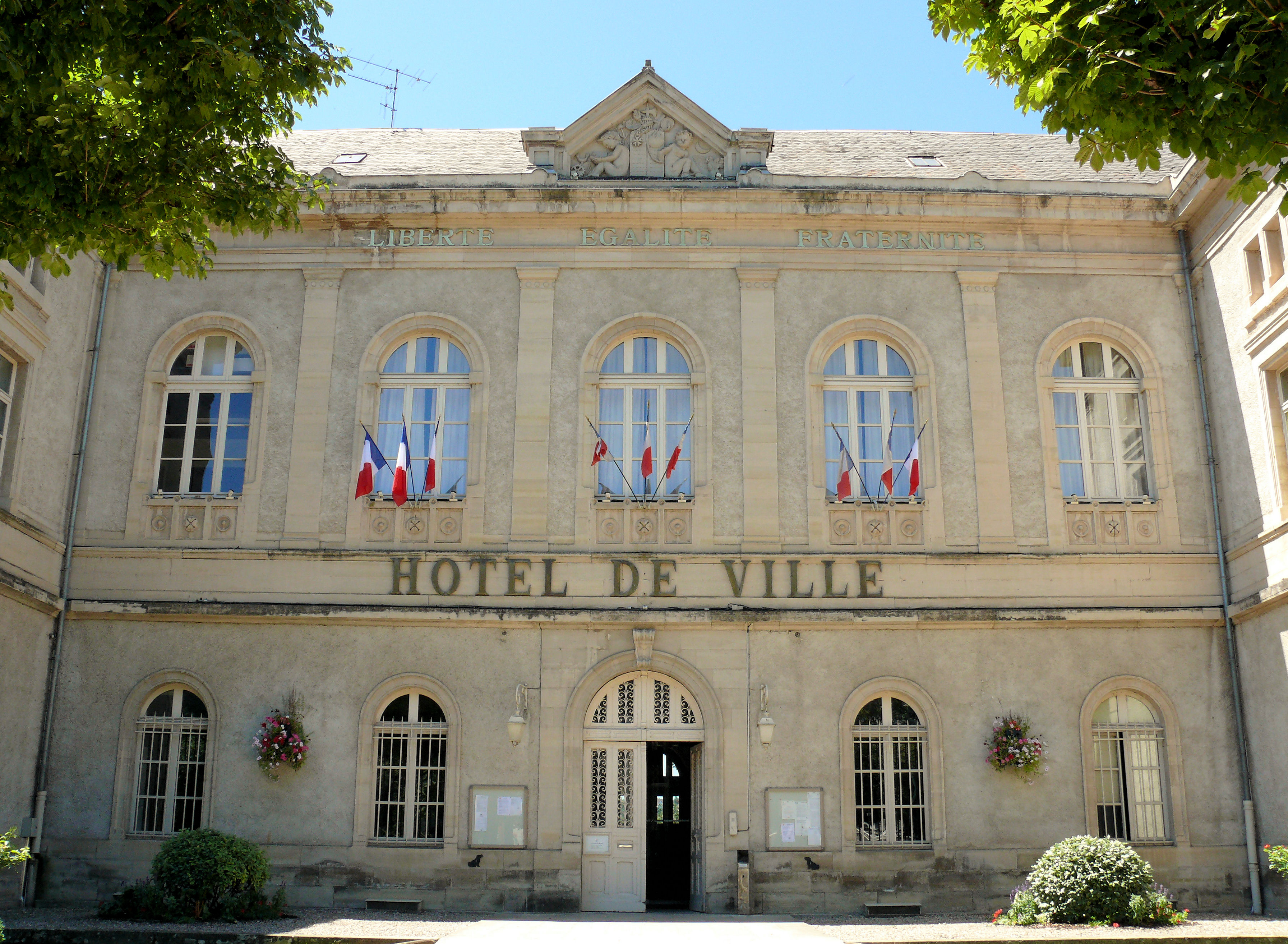
Ayuntamiento
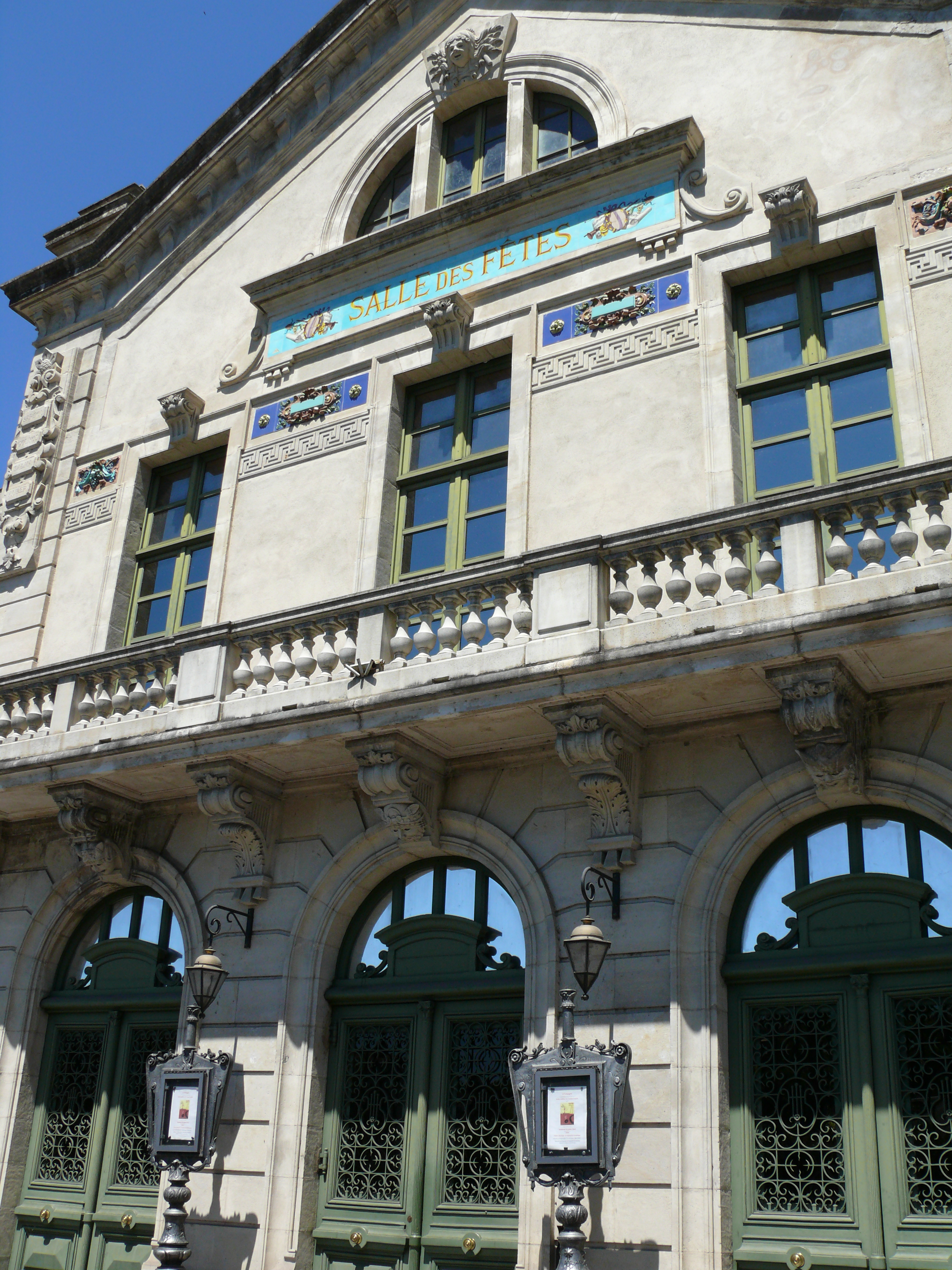
Teatro municipal
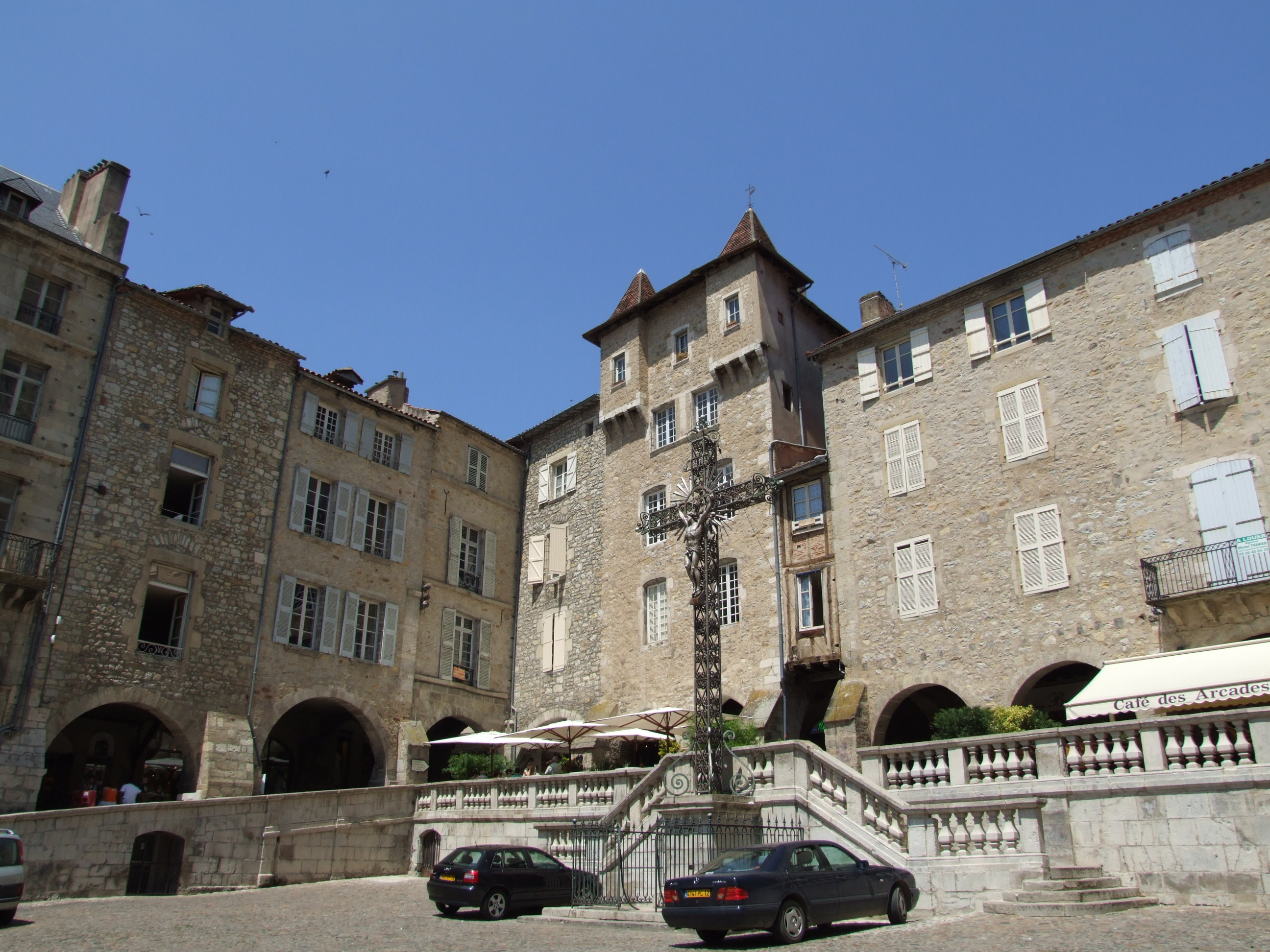
Plaza de Notre-Dame
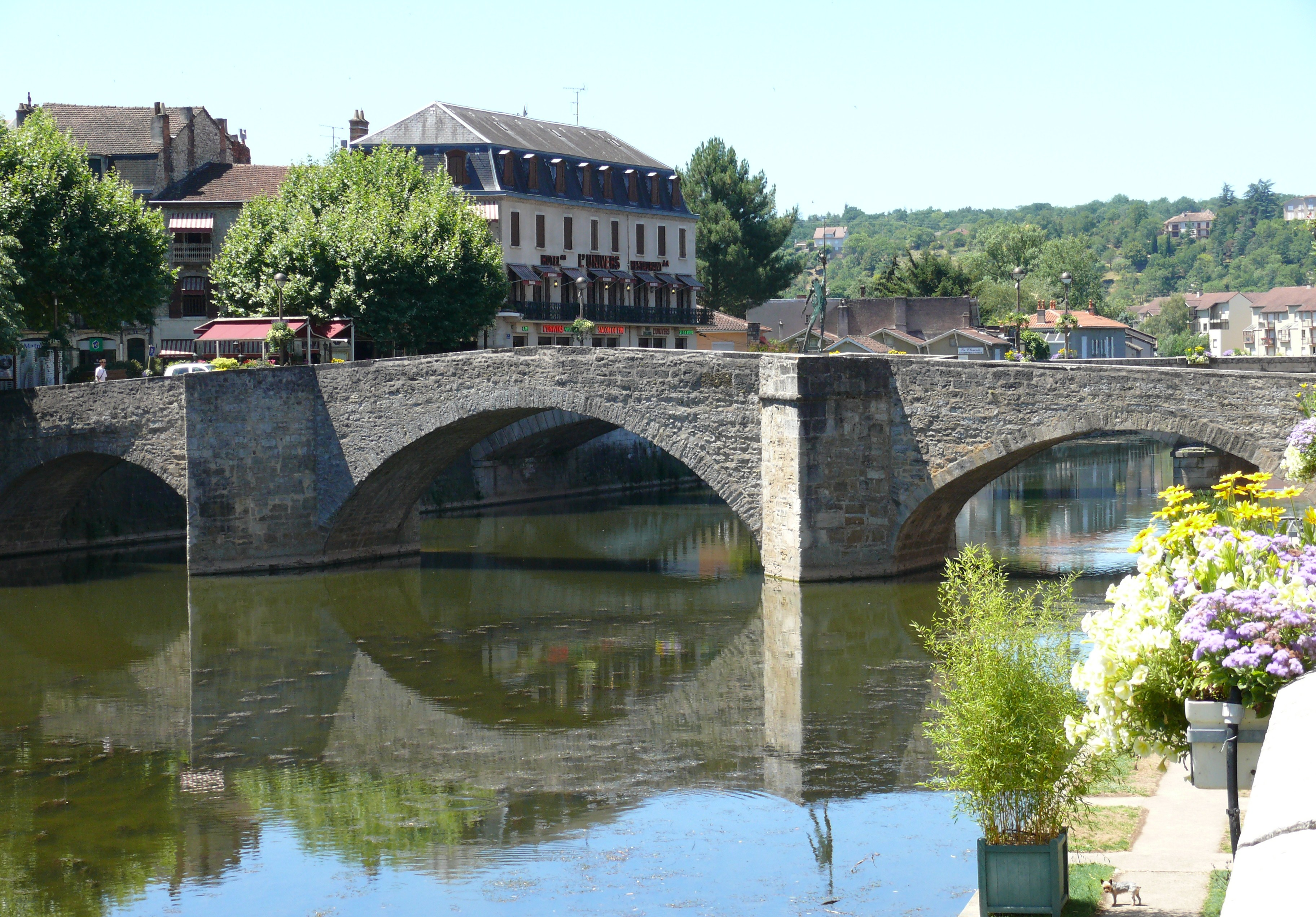
Pont des Consuls o Pont-Vieux